# Lorraine-Dietrich

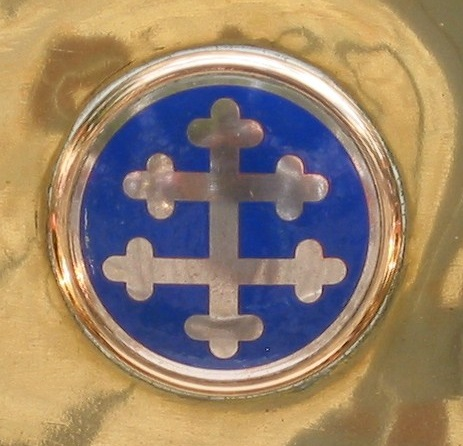
Emblém firmy

Lorraine-Dietrich byl francouzský výrobce automobilů, leteckých motorů, těžké techniky a železničních vozidel.

## Historie firmy
Společnost v roce 1905 převzala továrnu De Dietrich v Lunéville produkující automobily. Značka byla změněna na Lorraine-Dietrich, od roku 1928 na Lorraine (francouzsky Lotrinsko). Výrobu automobilů ukončila v roce 1934.
V roce 1914 přinesla první světová válka obrat ve výrobě, Lorraine-Dietrich v Lunéville začala vyrábět těžkou vojenskou techniku (nákladní automobily, obrněné vozy), zatímco továrna v Argenteuil se pod technickým vedením Maria Barbarou, bývalého konstruktéra z firmy Delaunay-Belleville, věnovala výrobě leteckých motorů.

## Automobily

### Lorraine-Dietrich
Zpočátku byly vyráběny vozy osazené čtyřválcovými motory. V roce 1919 vznikl model D 2-6 30 CV se šestiválcovým motorem o objemu 6104 cm³ o výkonu 75 koní. Brzy nato následoval model B 3-6 15 CV, známý i jako 16 CV, s šestiválcem o objemu 3446 cm³, s výkonem mezi 50 a 90 koňskými silami. V roce 1923 firma uvedla vůz vybavený čtyřválcem o objemu 2296 cm³ s výkonem 45 až 55 koní, označený A 4 10/12 CV .

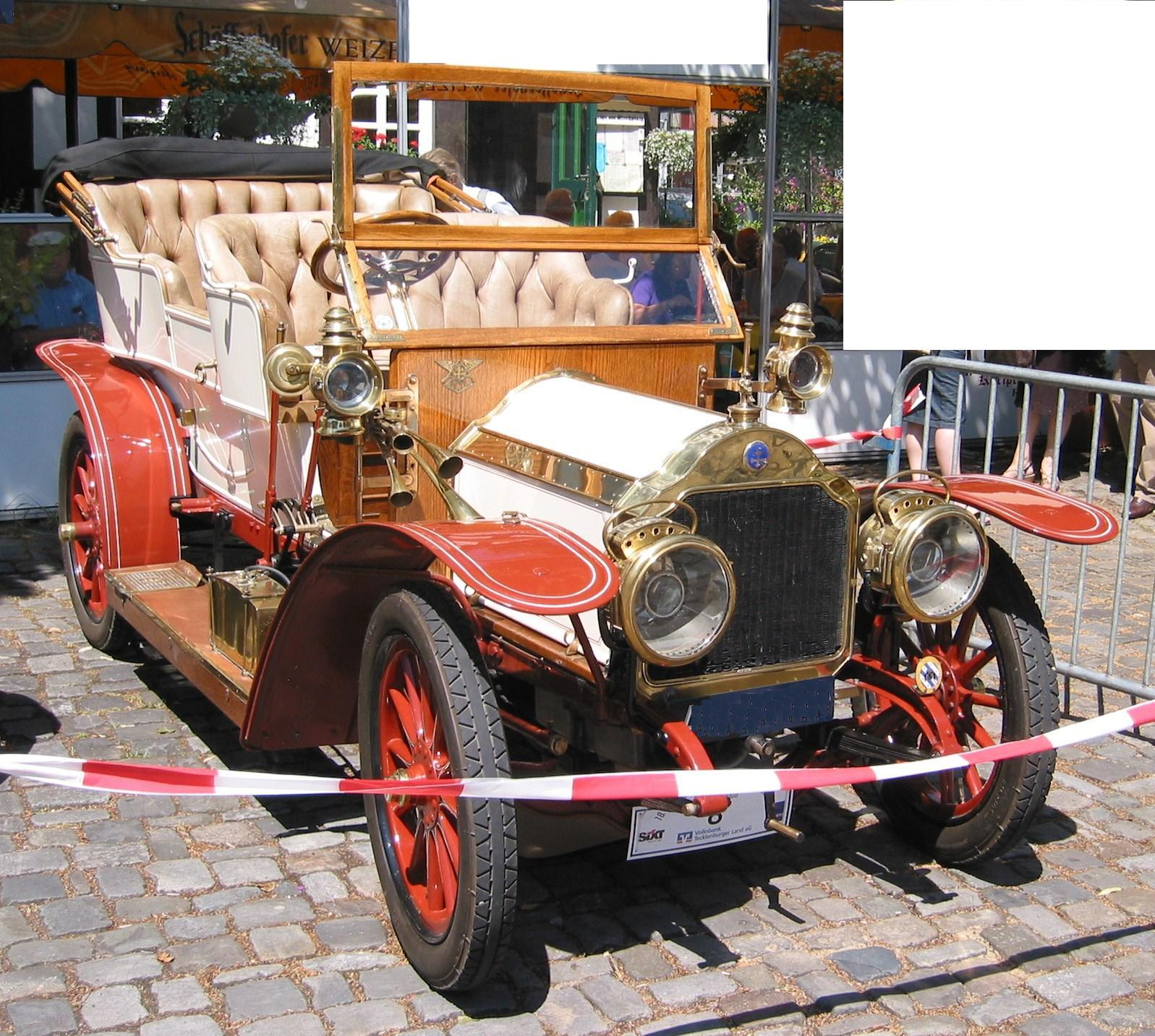
Lorraine-Dietrich (1908)
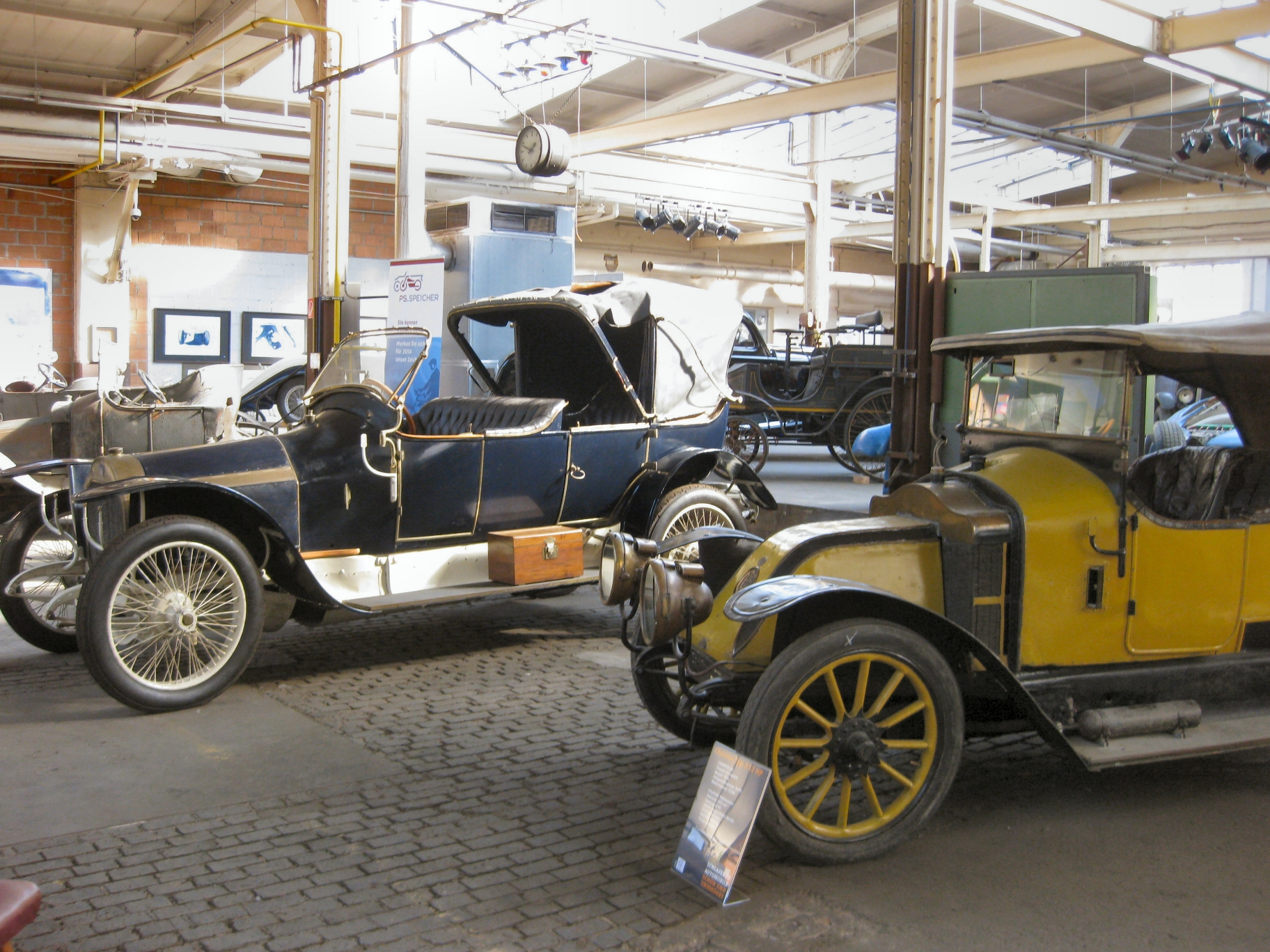
Lorraine-Dietrich (1910)
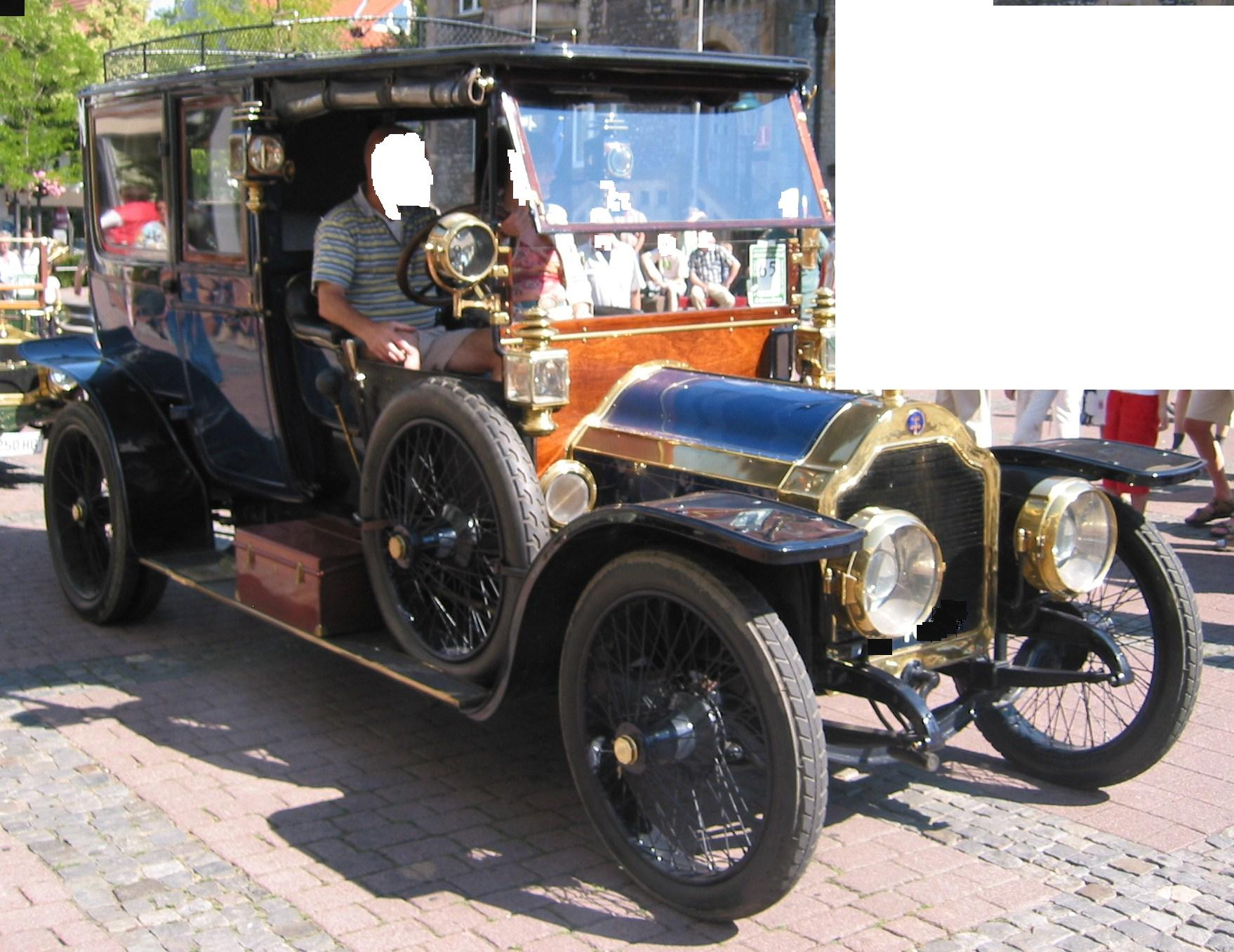
Lorraine-Dietrich (1912)
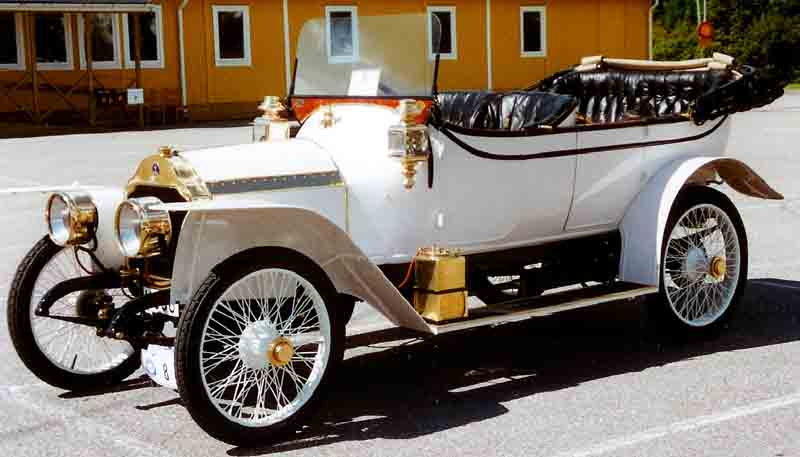
Lorraine-Dietrich (1912)
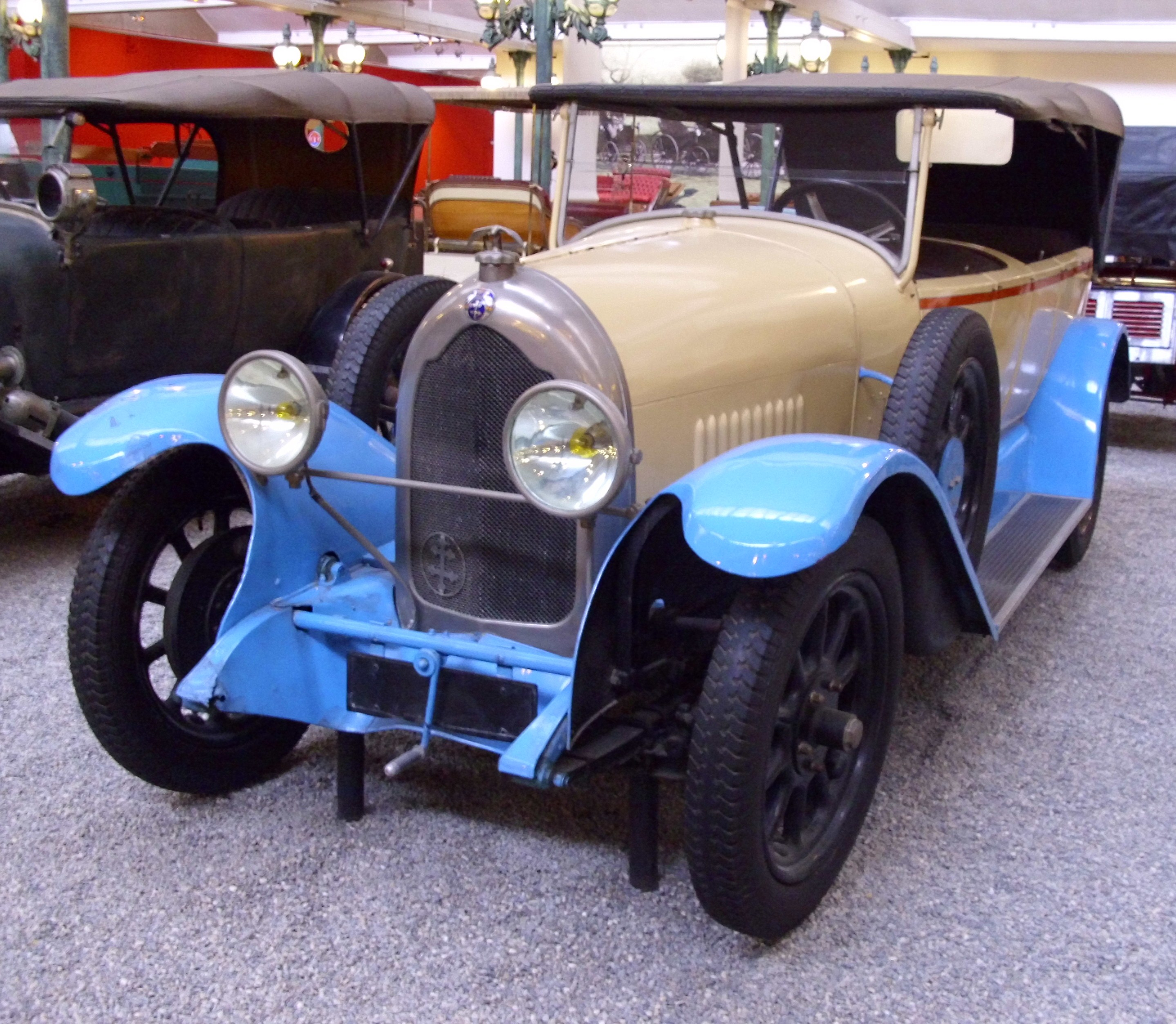
Lorraine-Dietrich (1923)
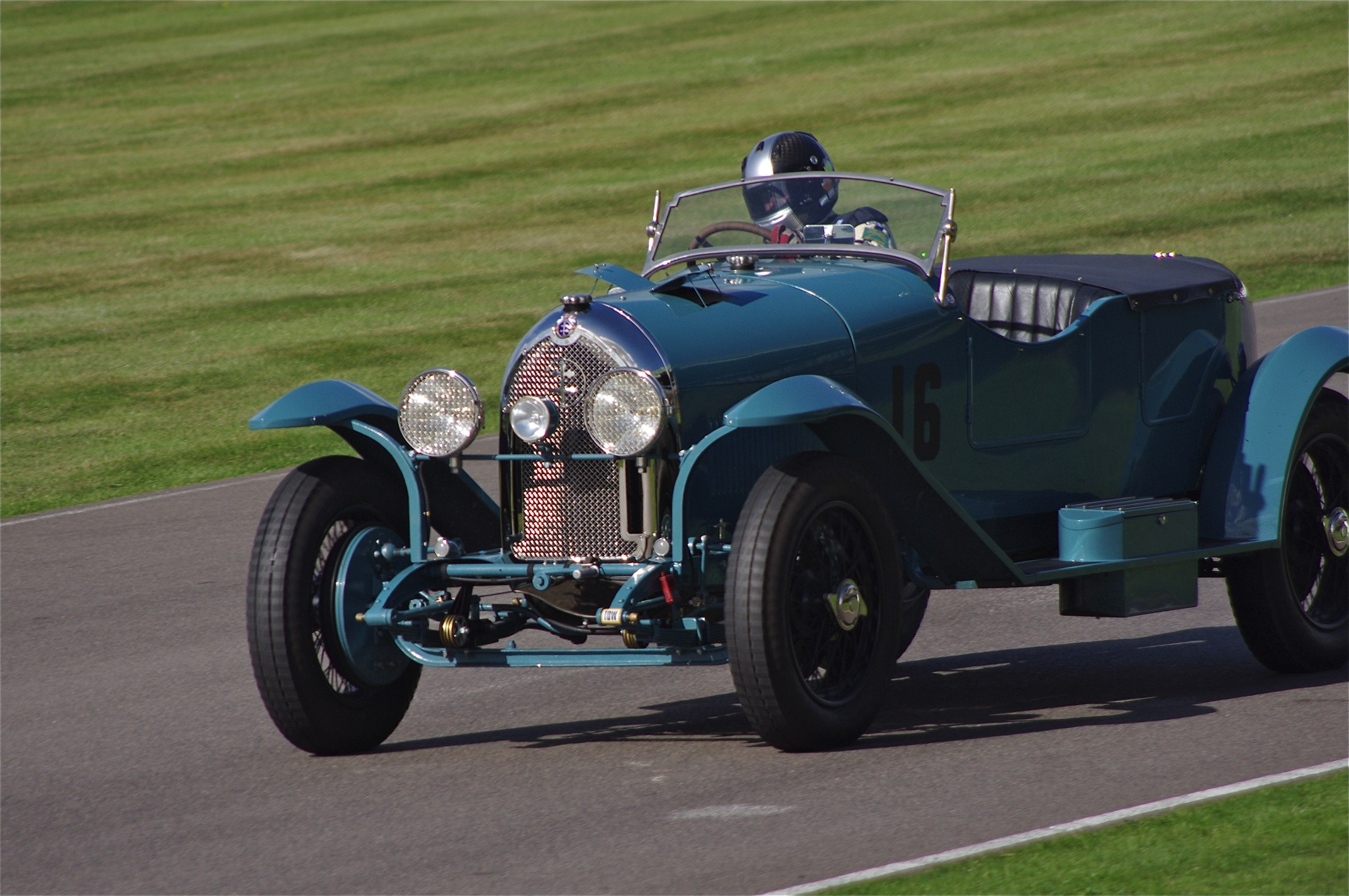
Lorraine-Dietrich (1925)

### Lorraine
Firma vyráběla i nadále typy B 3-6 15 CV a A 4 10/12 CV. V roce 1929 byl představen další menší typ. V roce 1931 vznikl vůz 310/311 20 CV se šestiválcovým motorem o objemu 4086 cm³ s výkonem 90 koní. Kromě toho firma vyráběla pod označením Lorraine 72 a Lorraine 28 licenční verze vozů Tatra 72 a Tatra 22 kopřivnické automobilky.

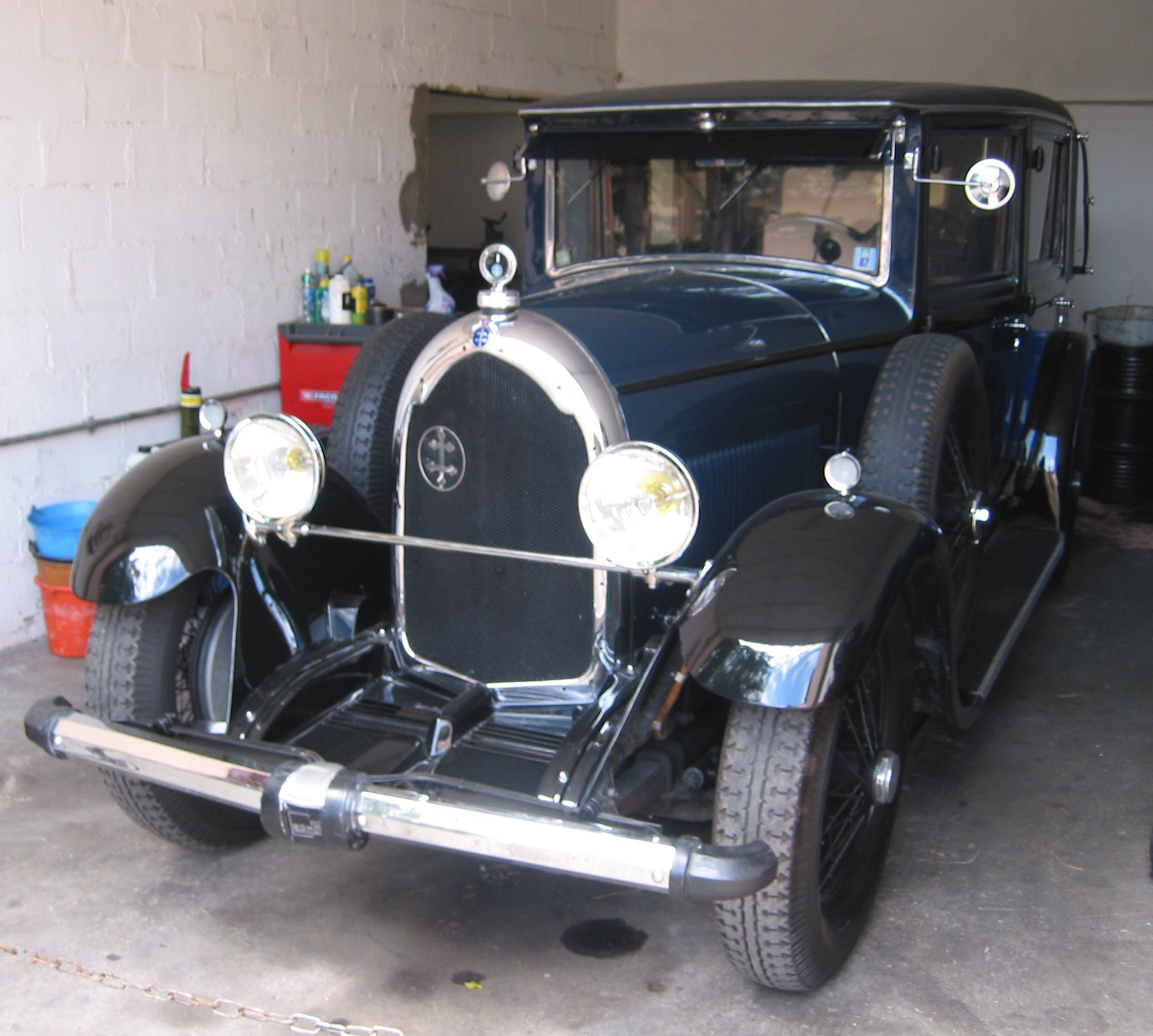
Lorraine (1930)
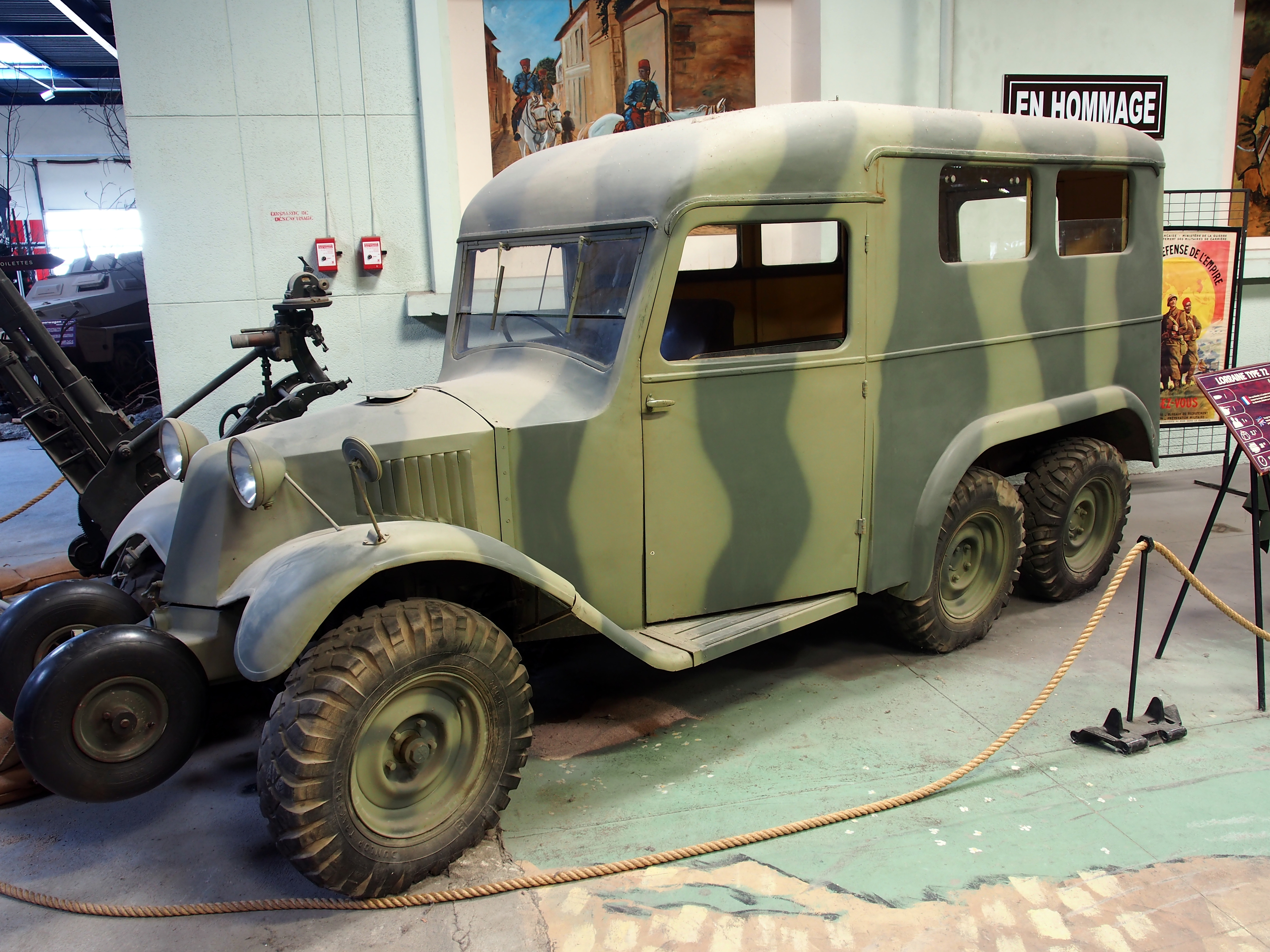
Lorraine 72
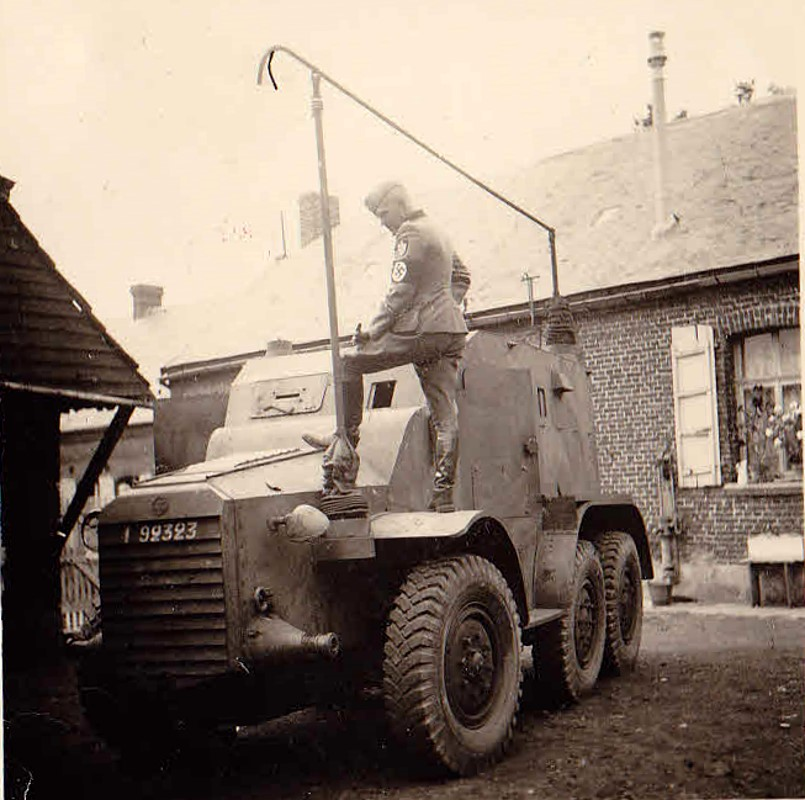
Lorraine 28

## Sportovní úspěchy
- 1907 – Moskva-Petrohrad: vítěz Arthur Duray
- 1912 – Brooklands: dva rekordy v závodě na 3 a 6 hodin (152,593 a 138,984 km/h) ustanovil Victor Hémery[4]
- 1924 – 24 hodin Le Mans: posádka Stoffel-Brisson dojela na 2. místě, posádka Courcelles-Rossignol na 3. místě, obě s vozy
- 1925 – 24 hodin Le Mans: zvítězila posádka Courcelles-Rossignol, třetí místo získala posádka „Stalter“-Brisson
  - 1925 – 24 hodin Spa: druhé místo získala posádka Courcelles/Rossignol, 5. dojel Stalter/Bloch
- 1926 - 24 hodin Le Mans: vozy Lorraine-Dietrich B3-6 získaly první tři místa, všichni s průměrnou rychlostí vyšší než 100 km/h za 24 hodin[5]
  - 1927 – Boillotův pohár: Édouard Brisson získal třetí místo

## Letecké motory

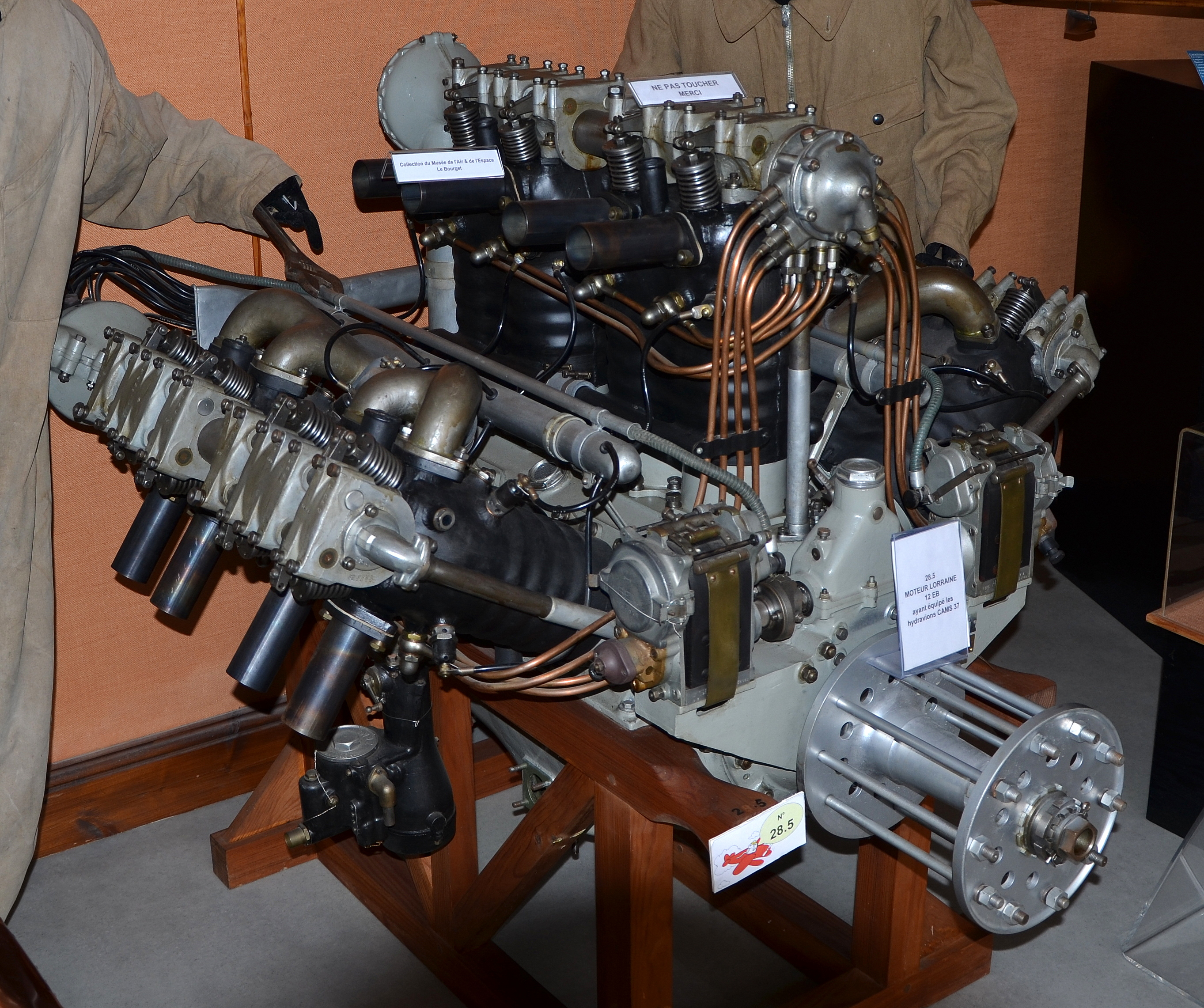
Lorraine-Dietrich 12E

Firma Lorraine-Dietrich byla také známým výrobcem leteckých motorů, zvláště oblíbený byl typ LD-12E a jeho různé modifikace.
- Lorraine AM-6 (110 k, 6 válců v řadě)
- Lorraine Mizar (230 k, hvězdicový motor, 7 válců)
- Lorraine-Latécoère 8 Bd (230 k)
- Lorraine Algol (Lorraine 9 N Algol; 310 k, hvězdicový, 9 válců)
- Lorraine-Dietrich 12D (370-375 k, V12)
- Lorraine-Dietrich 12DB (400 k, V12)
- Lorraine-Dietrich 12Eb (450 k, W12)
- Lorraine-Dietrich 14Ac Antarès (hvězdicový, 14 válců)